# Regula Egger
Regula Egger (* 10. Januar 1958 in Adliswil) ist eine ehemalige Schweizer Leichtathletin.

## Sportliche Karriere
Die 1,78 Meter große Regula Egger startete für den LC Turicum. Sie war 1975, 1977, von 1979 bis 1982 und 1984 Schweizer Meisterin im Speerwurf. Ihre Bestweite von 62,12 Meter warf sie 1984.
Bei den Europameisterschaften in Athen warf sie in der Qualifikation 54,12 Meter. Sie belegte den 15. Platz, für den Finaleinzug fehlten ihr vier Meter. Zwei Jahre später bei den Olympischen Spielen 1984 in Los Angeles erreichte sie in der Qualifikation 57,88 Meter und wurde 13., für den Finaleinzug hätte sie über 59 Meter werfen müssen.

## Fussnoten
1. ↑  Schweizer Meisterinnen bei gbrathletics
2. ↑  Speerwurf 1982 bei Todor Krastevs Seite todor66.com
3. ↑  Speerwurf 1984 in der Datenbank von Olympedia.org (englisch), abgerufen am 13. Juni 2025.

| Personendaten    | Personendaten            |
| ---------------- | ------------------------ |
| NAME             | Egger, Regula            |
| KURZBESCHREIBUNG | Schweizer Leichtathletin |
| GEBURTSDATUM     | 10. Januar 1958          |
| GEBURTSORT       | Adliswil                 |